# Goričan
Goričan (ungerska: Muracsány) är en kommun och gränsort i Kroatien. Goričan har 3 148 invånare (2001) och ligger vid den kroatisk-ungerska gränsen i Međimurjes län. Gränsövergången till Ungern är belägen ca 3 km från ortens centrum.

## Historia
Arkeologiska fynd vid Goričan tyder på att människor har bebott området sedan järnåldern.
Orten Goričan finns omnämnt i ett dokument daterat 1478. Staden dominerades då av familjen Ernušt. Under 1500- och 1600-talet dominerades Goričan av den kroatiska adelsfamiljen Zrinski.

## Kommunikationer
Vid Goričan finns på- och avfarter till motorvägen A4 som bland annat passerar Čakovec och Varaždin och leder till huvudstaden Zagreb. I Ungern ansluter A4 till det ungerska motorvägsnätet och M7 som leder till Budapest.